# Cyclaspis australis
Cyclaspis australis is een zeekommasoort uit de familie van de Bodotriidae. De wetenschappelijke naam van de soort is voor het eerst geldig gepubliceerd in 1887 door Sars.